# Sluderno
Sluderno (Schluderns) é uma comuna italiana da região do Trentino-Alto Ádige, província de Bolzano, com cerca de 1.853 habitantes. Estende-se por uma área de 20 km², tendo uma densidade populacional de 93 hab/km². Faz fronteira com Glorenza, Lasa, Malles Venosta, Prato allo Stelvio.

## Demografia

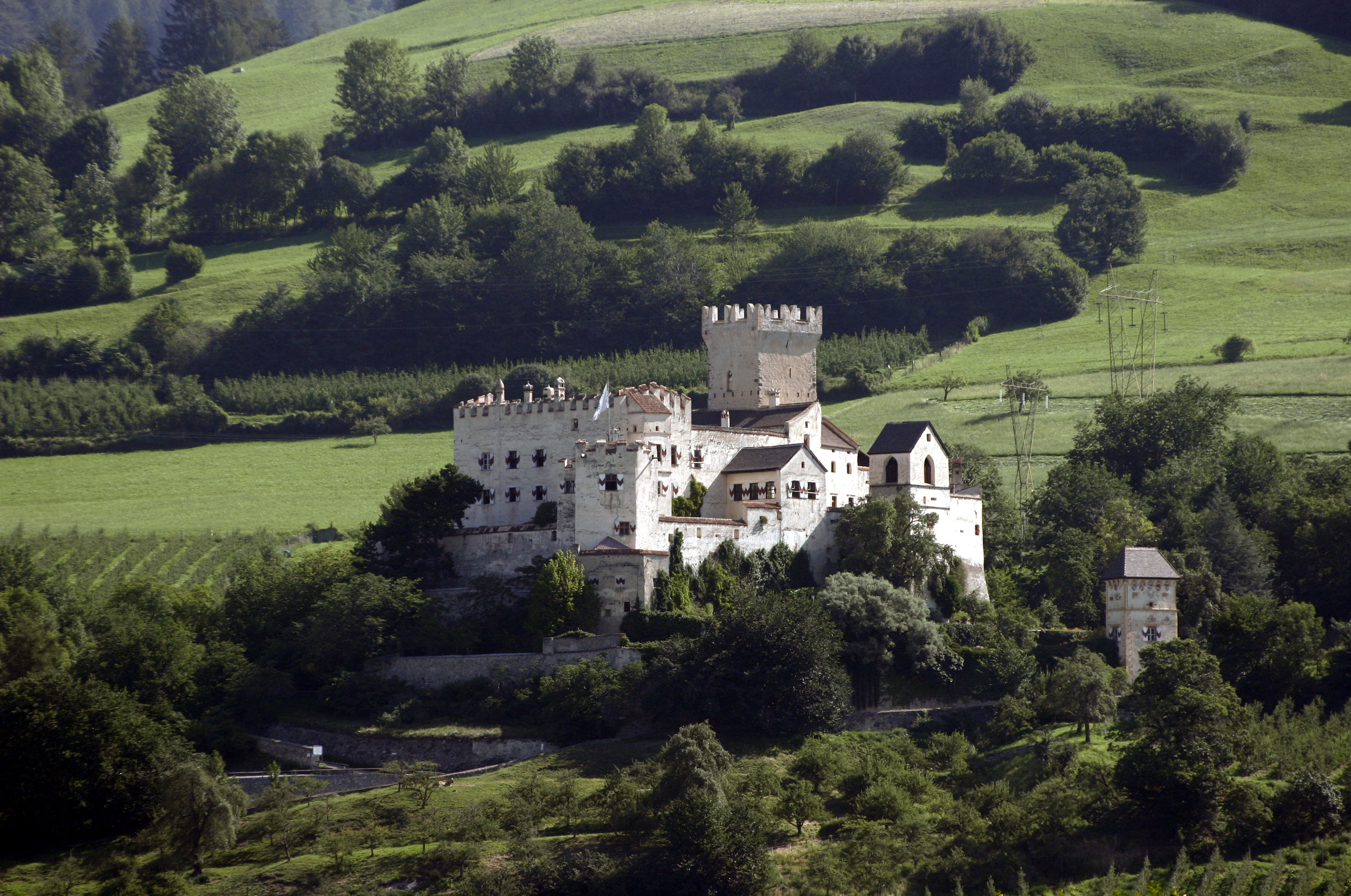
Churburg/Castel Coira.

| Variação demográfica do município entre 1861 e 2011                               |
|                                                                                   |
| Fonte: Istituto Nazionale di Statistica (ISTAT) - Elaboração gráfica da Wikipedia |